# SS Lapland

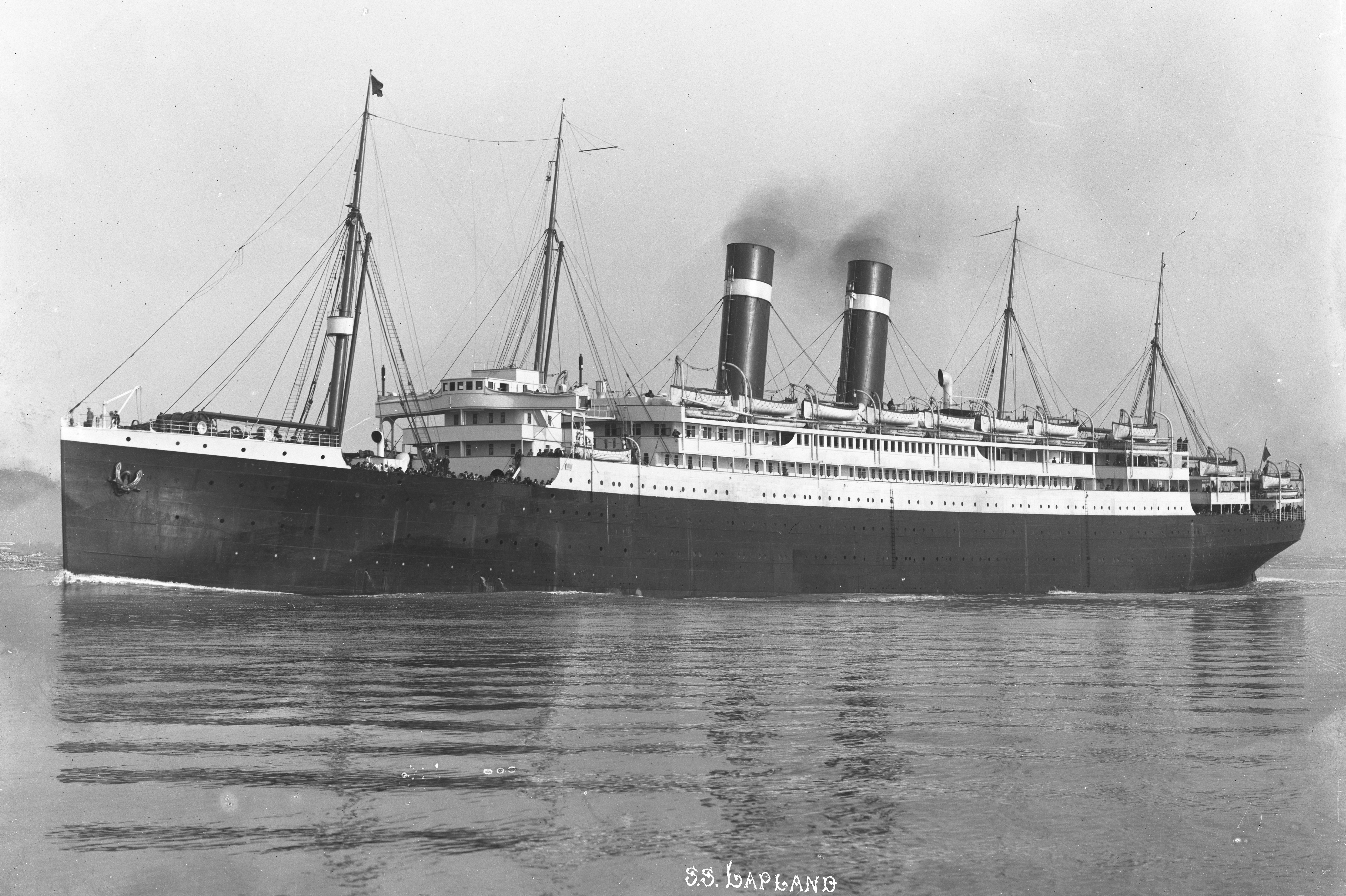
El Lapland en el río Escalda

El SS Lapland fue un transatlántico a vapor construido en Irlanda para la compañía belga Red Star Line. Cuando era nuevo, era el buque insignia de Red Star, similar en apariencia al SS Samland, SS Gothic y SS Poland de la compañía, pero mucho más grande. Era media hermana de los Cuatro Grandes de White Star Line, solo que más pequeña y no tan lujosa. Son similares en muchos aspectos, como el puente de la isla, 4 mástiles y 2 chimeneas. Pero Lapland tenía un interior menos lujoso.

## Construcción
Los astilleros de Harland & Wolff construyeron el Lapland en Belfast, la lanzaron el 27 de junio de 1908 y la completaron el 27 de marzo de 1909. Tenía 605,8 pies (184,6 m) de largo y tenía una manga de 70,4 pies (21,5 m). Tenía hélices de doble tornillo , cada una impulsada por un motor de expansión cuádruple de cuatro cilindros, y su velocidad de servicio era de 17 nudos (31 km/h).

## Servicio en la Red Star
El 10 de abril de 1909, el Lapland inició su viaje inaugural desde Amberes vía Dover a la ciudad de Nueva York bajo bandera belga. El Lapland formaba parte de una flota de transatlánticos de la Red Star line que, entre ellos, realizaban salidas semanales en la ruta. En abril de 1912, White Star Line fletó al Lapland para repatriar a 172 miembros supervivientes de la tripulación del RMS Titanic al Reino Unido después de haber sido detenidos en Estados Unidos para ser investigados. También llevó 1.927 bolsas de correo que el Titanic tenía programado llevar. Lapland llegó a Inglaterra el 28 de abril, 13 días después del hundimiento del Titanic.
El 29 de octubre de 1914, el Lapland comenzó a navegar entre Liverpool y la ciudad de Nueva York bajo la bandera del Reino Unido mientras estaba fletado a Cunard Line. 

## Primera Guerra Mundial
En abril de 1917 golpeó una mina naval frente al Mersey Bar Lightship, pero logró llegar a Liverpool. Navegó de Halifax a Liverpool el 29 de septiembre de 1916 con las tropas canadienses del 150.º Batallón de la Fuerza Expedicionaria Canadiense. En junio de 1917 fue requisado y convertido en barco de transporte de tropas. Entre sus pasajeros en agosto de 1917 había aviadores del 1er Aero Squadron, la primera unidad del Servicio Aéreo del Ejército de los Estados Unidos en llegar a Francia. El 24 de noviembre de 1918 inició su primer viaje después del Armisticio cuando zarpó de Liverpool hacia Nueva York para la White Star Line y el 1 de agosto de 1919 inició su sexto y último viaje de ida y vuelta en este servicio. El 16 de septiembre de 1919 fue transferido a la ruta Southampton-Nueva York bajo contrato con White Star Line. Hizo tres viajes de ida y vuelta en esta ruta, el último a partir del 27 de noviembre de 1919.

## Últimos viajes
El Lapland fue reacondicionado con alojamiento de pasajeros para 389 pasajeros de primera, 448 de segunda y 1.200 de tercera clase y su tonelaje se revisó a 18.565  TRB. El 3 de enero de 1920 reanudó el servicio para Red Star Line pero bajo la bandera del Reino Unido cuando navegó desde Amberes vía Southampton a Nueva York. En 1927 fue transferida a Leyland Line y ese abril fue reacondicionada para transportar pasajeros de cabina, turista y de tercera clase. El 29 de abril de 1932 inició su último viaje entre Amberes, Southampton, Le Havre y Nueva York.
Entre 1932 y 1933 fue utilizado en cruceros cortos desde Londres al Mediterráneo. Entre junio y septiembre de 1933 transportó a 5.000 cruceristas. 
En octubre de 1933 fue vendido a compradores japoneses como chatarra. Fue desguazado en Osaka, a partir del 29 de enero de 1934.